# Milibach (Aare)
Der Milibach (Schweizerdeutsch für «Mühlebach») ist ein fast fünf Kilometer langer Wildbach in Brienz im Schweizer Kanton Bern. Er entwässert einen Abschnitt am Südhang des Brienzer Rothorns und mündet von Norden in den Brienzersee. Somit ist er ein Zufluss der Aare und liegt im Einzugsgebiet des Rheins.

## Geographie

### Verlauf

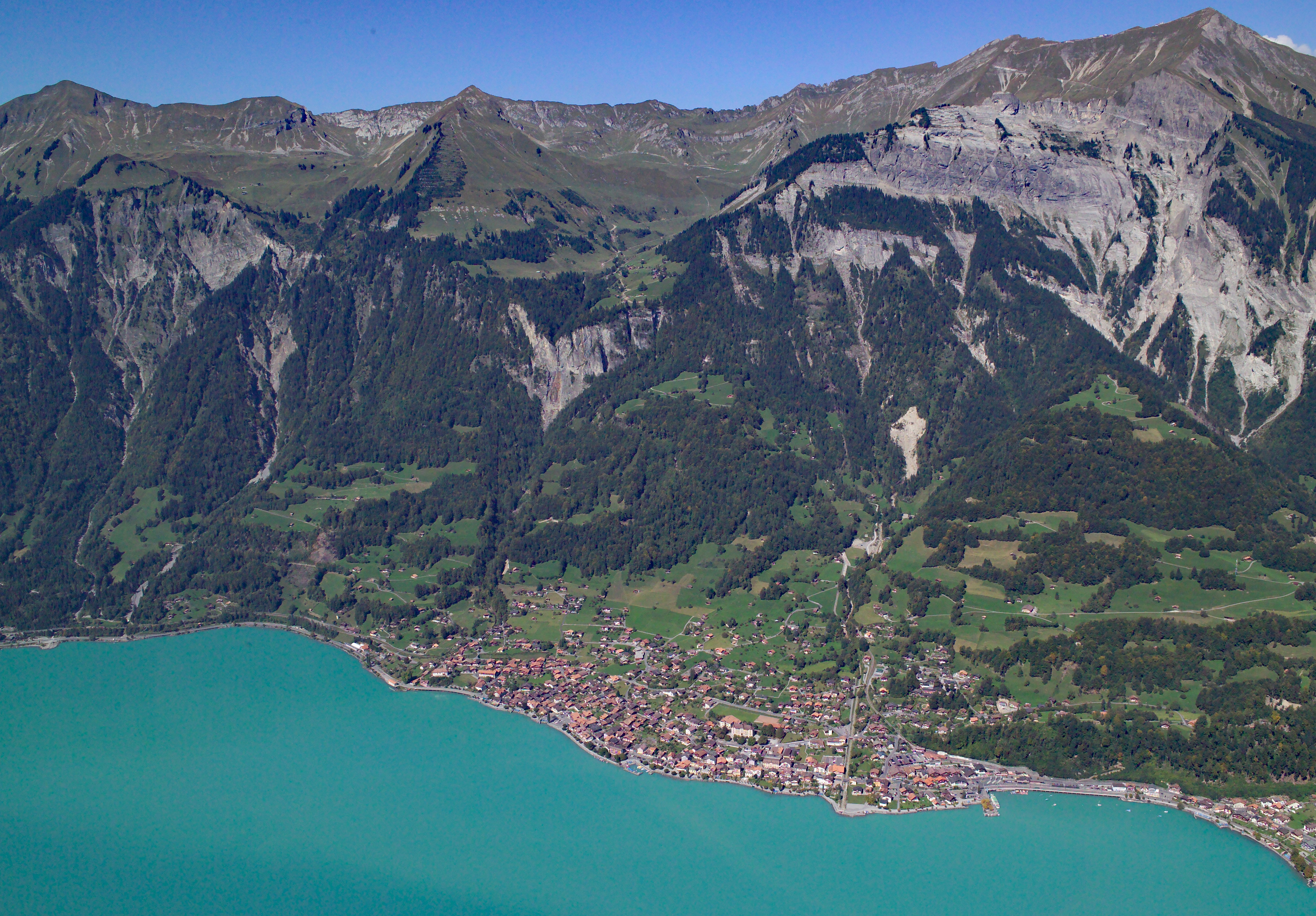
Landschaft von Brienz; Planalp und Milibachgraben in Bildmitte

Der Lauf des Milibachs hat zwei durch eine markante Geländestufe getrennte Abschnitte. Er entspringt in einem steilen Graben am Südwesthang des Brienzer Rothorns auf der Höhe von etwa 2070 m ü. M. In anderen Bachgräben im gleichen Gebiet, die nur nach Regenfällen Wasser führen, liegen andere Quellbäche, die sich mit dem Milibach vereinen. Der Bach wird hoch oben vom Trassee der Brienz-Rothorn-Bahn ein erstes Mal überquert und fliesst zur Alpsiedlung «Obristen» hinunter, wo der zweite Bahndamm liegt. Unter dem Felskopf «Dirrengrind» fällt der Bach durch eine steile Schlucht zum nächsten Alpgebiet «Mittleschten» hinunter, wo ihn die Bahn nochmals überquert. Der weite Talkessel unter dem Brienzer Rothorn und dem Ostteil des Brienzergrats bildet das Bergweidegebiet der Planalp, wo der Milibach noch mehrere Nebenbäche aufnimmt.

Ehemalige Brücke der Brienz-Rothorn-Bahn
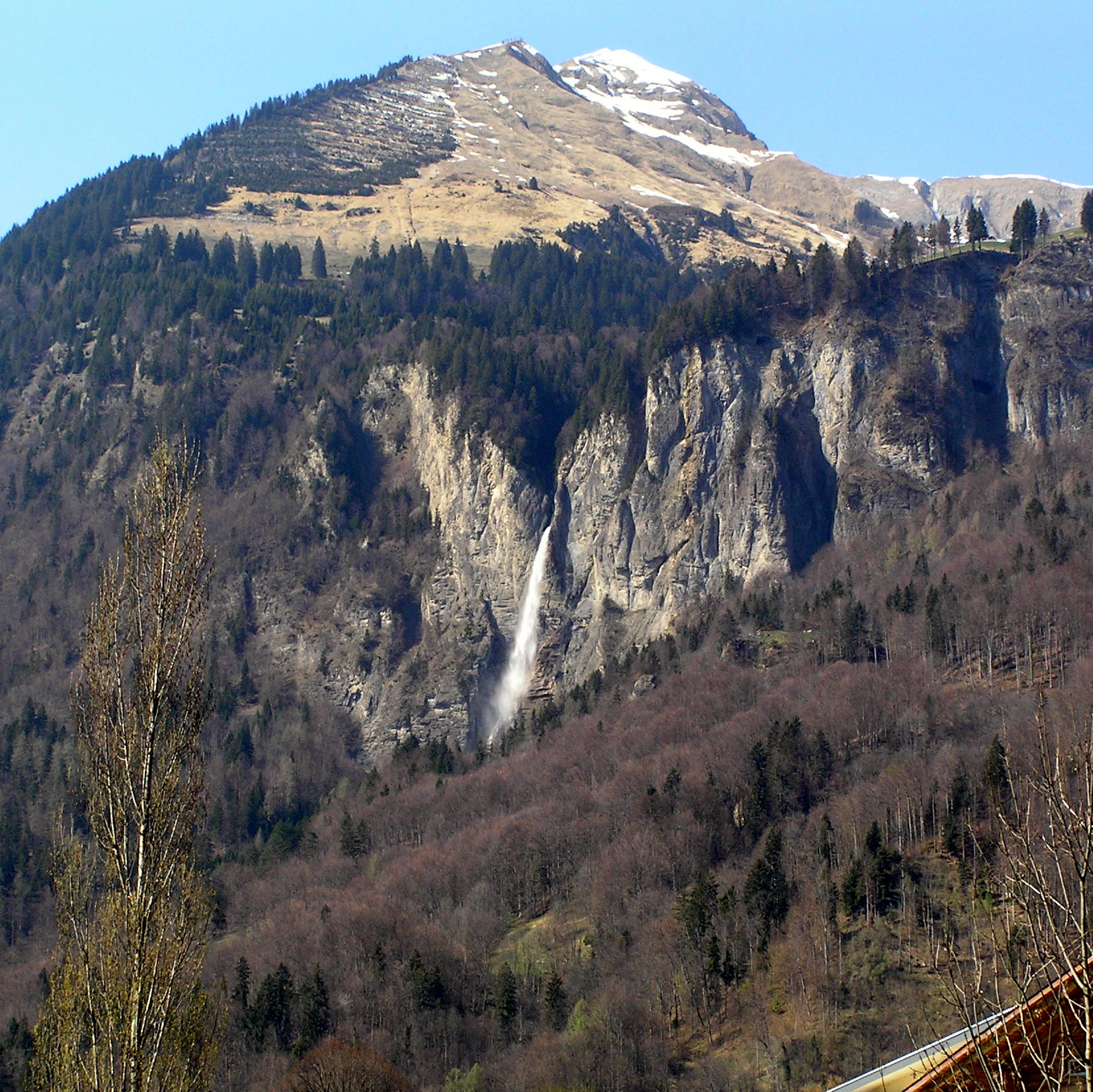
Wasserfall an der Milibachfluh
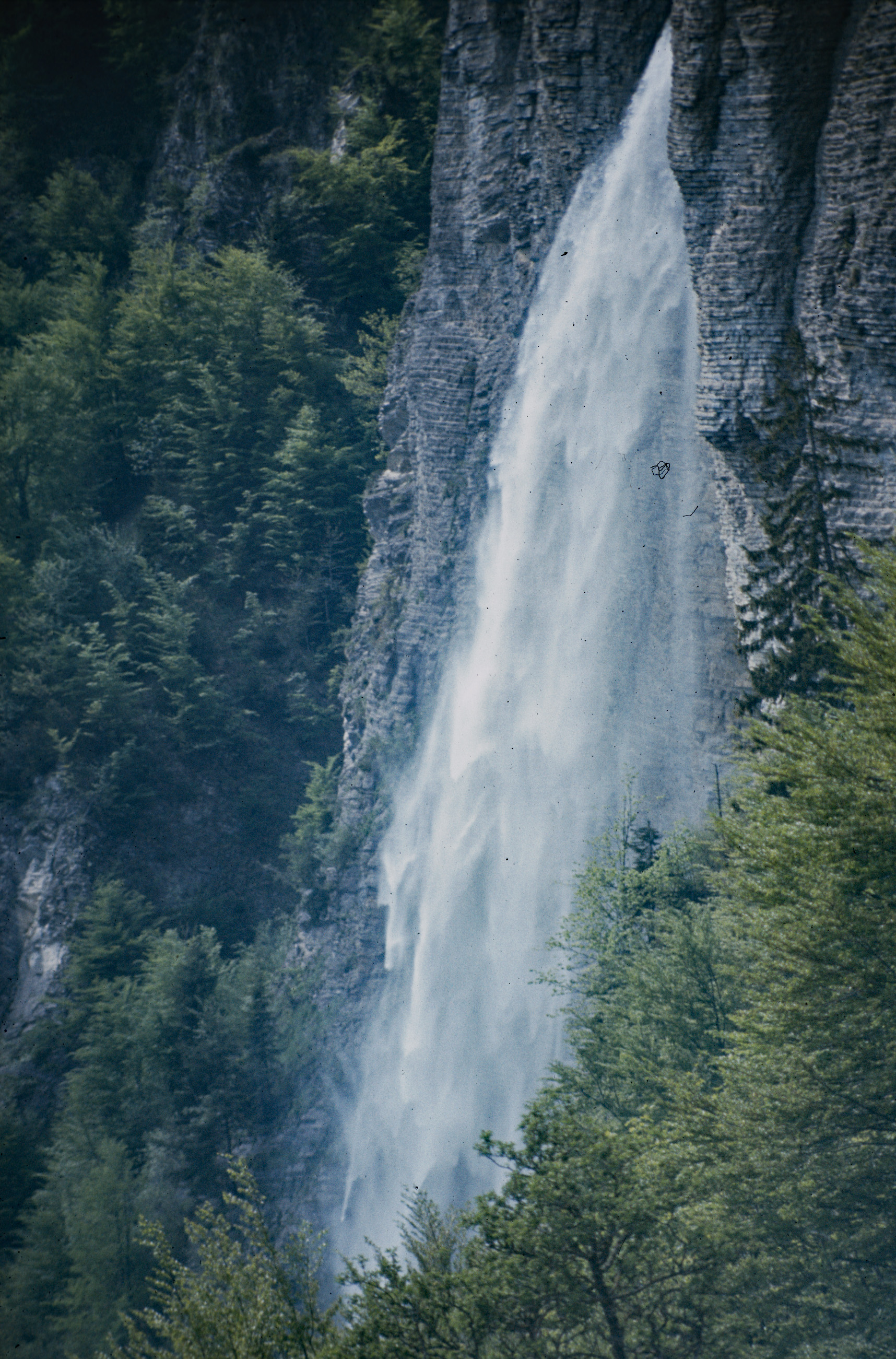
Wasserfall, von Osten
Milibachmündung mit Mühle (1769)

In der Nähe der Mittelstation «Planalp» der Brienz-Rothorn-Bahn erreicht der Milibach das Waldgebiet und tritt in eine schmale, steil gegen Süden abfallende Schlucht ein, von der aus er auf etwa 1000 m ü. M. über die hohe Felswand der «Milibachflue» (oder «Planalpfluh») mit einem etwa 100 Meter hohen Wasserfall in die Tiefe stürzt. Ein Fussweg überquert den Bach unter dem Wasserfall, der als Natursehenswürdigkeit in der Region Interlaken bekannt ist. Im Felsmassiv östlich des Wasserfalls verläuft das Trassee der Brienz-Rothorn-Bahn in einem Tunnel, der durch eine Stelle mit offenem Gleisverlauf unterbrochen ist.
Unterhalb der Felswand erreicht der Milibach den zweiten Abschnitt seines Verlaufs, wo er noch etwas über 400 Höhenmeter zurücklegt und im Milibachgraben zunächst durch Wald und dann durch die Ortschaft Brienz zum Seeufer hinunterführt. Der Bach bildete mit Geröll und Schutt mit der Zeit einen hohen Schuttfächer am Nordufer des Brienzersees war aber bei der Verbauung etwas nach Osten umgeleitet worden. Auf dem unteren Bereich dieses Schwemmfächers liegt der älteste Teil der Siedlung von Brienz. Die Reformierte Kirche steht links vom Bach auf einem Geländevorsprung und der Friedhof von Brienz liegt auf dessen rechter Seite im Gebiet «Seemätteli».
Die Linie der Brünigbahn und die Hauptstrasse 6/11 sowie Lokalstrassen überqueren den Bachgraben. Beim Bau der Brienzerseestrasse unterhalb der Kirche im Jahr 1849 wurde das Sägewerk am Bach abgebrochen. An das alte Wasserwerk, dem der Bach seinen Namen verdankt, erinnert noch der Name des «Sagigässli» neben dem Bachgraben, etwas weiter oben heisst eine andere Quartierstrasse «Rybiweg», (Rybi = Reibe, Teil einer (Getreide-)Mühle) was ebenfalls auf eine ehemalige hydraulische Anlage hinweist.
Der Geschiebesammler oberhalb der Ortschaft war auf ein 100-jähriges Ereignis ausgelegt und 2022 fertig gestellt worden.

### Einzugsgebiet
Das 4,83 km² grosse Einzugsgebiet des Milibachs liegt am Südrand der Emmentaler Alpen und wird durch diesen über den Brienzersee, die Aare und den Rhein zur Nordsee entwässert.
Es grenzt
- im Nordosten an das Einzugsgebiet des Chüebachs, der über die Waldemme, die Kleine Emme und die Reuss in die Aare entwässert und an das des Schwanderbachs, der über den Lammbach in den Brienzersee entwässert;
- im Osten an das Einzugsgebiet des Glyssibachs und dann an das des Trachtbachs, die beide in den Brienzersee münden;
- im Südosten an das des Wangbächlis, das auch in den Brienzersee mündet;
- im Westen an das des Hellgrabens (Oberi Bachtalen), der ebenfalls in den Brienzersee mündet und
- im Norden an das des Bärselbachs, der über die Emme in die Aare entwässert.

Das Einzugsgebiet besteht zu 12,3 % aus bestockter Fläche, zu 59,5 % aus Landwirtschaftsfläche, zu 1,8 % aus Siedlungsfläche und zu 26,4 % aus unproduktiven Flächen.
Die Flächenverteilung
Die mittlere Höhe beträgt 1705,4 m ü. M. Die höchste Erhebung ist das Brienzer Rothorn mit einer Höhe von 2348 m ü. M. im Nordosten des Einzugsgebiets.

### Zuflüsse
Von der Quelle zur Mündung
- Chiemadsgraben[7] (rechts), 1,9 km, 0,69 km²
- Ober Heinzgraben[8]  (rechts), 0,5 km
- Blattmadgraben[9]  (links), 0,2 km
- Under Heinzgraben[10] (rechts), 0,7 km
- Rässenegggraben[11]  (rechts), 0,2 km
- Blattigraben[12] (links), 0,4 km
- Hangigräbli[13] (links), 0,5 km
- Fluemadgräbli[14] (rechts), 0,3 km
- Hourigräbli[15] (links), 0,4 km

## Hydrologie

### Abfluss
Bei der Mündung des Milibachs in den Brienzersee beträgt seine modellierte mittlere Abflussmenge (MQ) 260 l/s. Sein Abflussregimetyp ist nival alpin und seine Abflussvariabilität beträgt 18.

### Hochwasser
Der Milibach kann wie der Glyssibach, der ebenfalls bei Brienz in den See mündet, und andere Wildbäche unter dem Brienzergrat nach starken Regenfällen in kurzer Zeit einen sehr grossen Abfluss erreichen und für das Siedlungsgebiet gefährlich werden. Vom Milibach ist eine Überschwemmung aus dem Jahr 1824 bekannt. Am 1. August 1922 brach der Bach wieder aus seinem Graben aus und floss durch einen Teil des Dorfes Brienz.
Nachdem der Glyssibach im Zusammenhang mit dem Alpenhochwasser 2005 grosse Zerstörungen angerichtet hatte und am 24. Juli 2014 der Milibach über die Ufer getreten war, liess die Schwellenkorporation Brienz an beiden Wildbächen umfangreiche Hochwasserschutzbauten errichten. Am Milibachgraben wurde von 2017 bis 2022 im Gebiet Bifing ein Geschiebesammler gebaut.
Ein Unwetter am 12. August 2024 mit viel Niederschlag im Einzugsgebiet des Milibachs führte zu einem Hochwasser, das mit Wasser, Schutt, Schlamm, Schwemmholz und Rüfen die Bahnanlagen der Brienz-Rothorn-Bahn beschädigte und ein Gebiet der Dorfsiedlung von Brienz verheerte. Die Brienz-Rothorn-Bahn musste ihren Betrieb für den Rest des Sommers einstellen. Das Trassee der Brünigbahn und die Seestrasse wurden verschüttet; durch den Bahntunnel «Brienzdorf» schwemmte die Flut viel Schlamm und Holz bis zum einen Kilometer entfernten Bahnhof Brienz. Nach dem Ereignis war die direkte Bahnverbindung zwischen Interlaken-Ost und Meiringen für die Dauer von mehreren Wochen unterbrochen; Die Gemeindebehörden evakuierten etwa 70 Personen aus beschädigten Häusern.
Die Schwellenkorporation Brienz begann sofort mit dem Räumen des von Geröll und Felsblöcken gefüllten Geschiebesammlers und plante, das Dorf mit einem provisorischen Damm gegen weitere mögliche Hochwasser des Milibachs zu schützen. Nach fast einer Woche blieb der Mühlibach am 18. August erstmals und auch bei Regen in seinem provisorischen neuen Gerinne. Nach einem Monat war der Geschiebesammler und das Gerinne geleert.
Die Gemeinde entschied, den Milibach umzuleiten in sein altes Bett.